# Triazene

Gruppo funzionale azoammino

Il triazene è un composto inorganico insaturo con formula chimica N3H3. Ha un legame doppio covalente ed appartiene alla classe dei composti detti azeni. Non si trova allo stato naturale.
Triazeni è anche il nome generico dei derivati del triazene, caratterizzati da un gruppo funzionale, chiamato triazene o  gruppo azoammino, costituito da un'ammina legata direttamente ad un gruppo funzionale azo (-N=N-), con R1R2N-N=NR3 dove R1, R2 ed R3 sono i sostituenti.  Nei triazeni la nomenclatura sistematica utilizza il prefisso diazoammino , che viene aggiunto al nome del composto genitore sostituente in R3: per esempio, Ph-N=N-NHMe viene chiamato  N-metil diazoammino benzene.

## Proprietà
A temperatura ambiente, il triazene è allo stato gassoso e, come tanti altri azeni, è colorato con un odore forte e sgradevole. Ha un punto di ebollizione e una densità maggiori del diazene dovuto alla massa maggiore. Ha punto ebollizione leggermente minore del composto triazano e quindi è più volatile. Ha un legame polare forte, e la molecola ha un grande momento di dipolo per la sua ridotta simmetria.
Il triazene è un gruppo funzionale ricco di elettroni e capace di assorbire cationi metallici e organici.
Nei triazeni N1,N3-disostituiti con gruppi diversi si hanno due possibili tautomeri:

## Medicina
Alcuni medicinali anti-tumorali sono denominati triazenici perché contengono un gruppo funzionale triazene. I triazenici sono un gruppo di agenti alchelanti utilizzati per combattere le cellule tumorali.
Esempi sono la dacarbazina e la temozolomide. Lavorano da guanina metilante nelle posizioni O-6 e N-7.

## Produzione e composti
Il triazene può essere ottenuto da idrazina da radiolisi a impulsi .
{\displaystyle \mathrm {2\ N_{2}H_{4}\longrightarrow N_{4}H_{6}\longrightarrow NH_{3}+N_{3}H_{3}} }
Tuttavia, il composto è instabile e si decompone in ammoniaca e azoto L'emivita di decomposizione a temperatura ambiente in acqua a pH acido è di 1/100 s , a pH debolmente alcalino è 100 s.
Ad oggi, l'unico metodo comprovato per produrre triazene è la decomposizione spontanea del tetrazene in triazene e ammoniaca.

### 1,3-Difeniltriazene
Un noto derivato del triazene è il seguente:
Ph-NH-N=N-Ph (m.p. 100 °C, CAS #136-35-6).
L'1,3-difeniltriazene viene preparato dalla reazione di un sale benzendiazonio con l'anilina in ambiente basico (Carbonato di sodio o Acetato di sodio).
Ph-N2+ + Ph-NH2 → Ph-N=N-NH-Ph + H+

### Bis-triazene
Un esempio di composto del triazene derivato dalla base di Torger.
Una base di Torger ha formula chimica  (CH3C6H4NCH2)2CH2, il composto viene ottenuto dalla reazione N-accoppiamento tra un sale di bis-diazonio e un'ammina secondaria (N-Metilanilina).

### Polimeri
Composti del triazene polimerici sono prodotti e applicati come materiali conduttivi e absorbenti.

## Reazioni
I triazenici sono usati come sorgente in situ dello ione diazonio. I triazenici si decompongono o per protonamento o per agente alchilante in Ammina quaternaria e sale di diazonio. Un modo per la protezione o non-protezione di ammine secondarie sensibili si basa su questo principio..
I triazenici possono reagire con Solfuro di sodio in presenza di Acido tricloroacetico per formare il corrispondente tiofenolo.

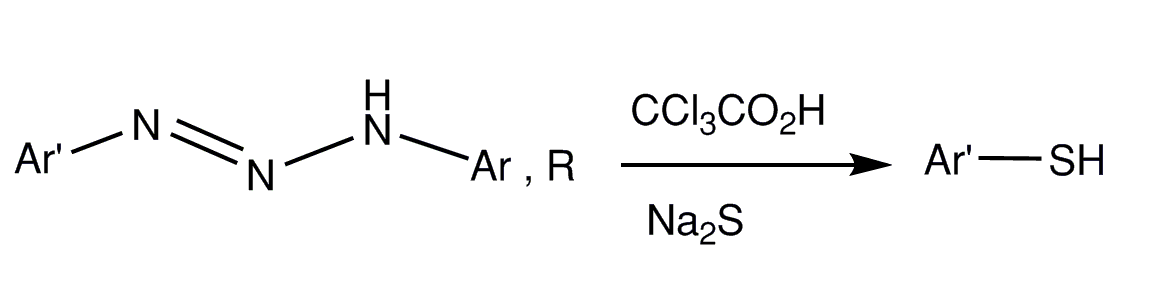
Conversione triazene a tiofenolo

Il gruppo triazene può convertirsi in lattami funzionalizzati, triazoli, dibenzopiranoni, e cumarina, o come substrato per perfluoroalchilazione e reazioni di diazinilazione.
In un altro esempio, la sintesi di cinnolina è stata ottenuta con la Reazione di Richter dello ione diazonio mascherato con triazene.